# Řád společníků cti
Řád společníků cti (anglicky: Order of the Companions of Honour) je řád udělovaný britským králem Karlem III. za zásluhy v oblasti umění, literatury, vědy, politiky a průmyslu, přičemž je určen občanům zemí Commonwealthu.
Založil jej v roce 1917 král Jiří V. jako nižší obdobu Řádu Za zásluhy. Má jen jeden stupeň a nosí se u krku, přičemž nositel nemá žádný zvláštní titul či postavení, pouze může užívat post-nominal letters CH.
Sestává ze Suveréna (krále) a ne více než 65 členů. Členů z Velké Británie může být 45, z Austrálie 7, z Nového Zélandu 2 a z ostatních zemí Commonwealthu 11. Cizinci mohou být jmenováni čestnými členy.
Mezi významné nositele patří Friedrich August von Hayek, Stephen Hawking, Judi Denchová, Peter Higgs, Henry Moore, David Attenborough a Paul McCartney